# Reformierte Kirche Menziken

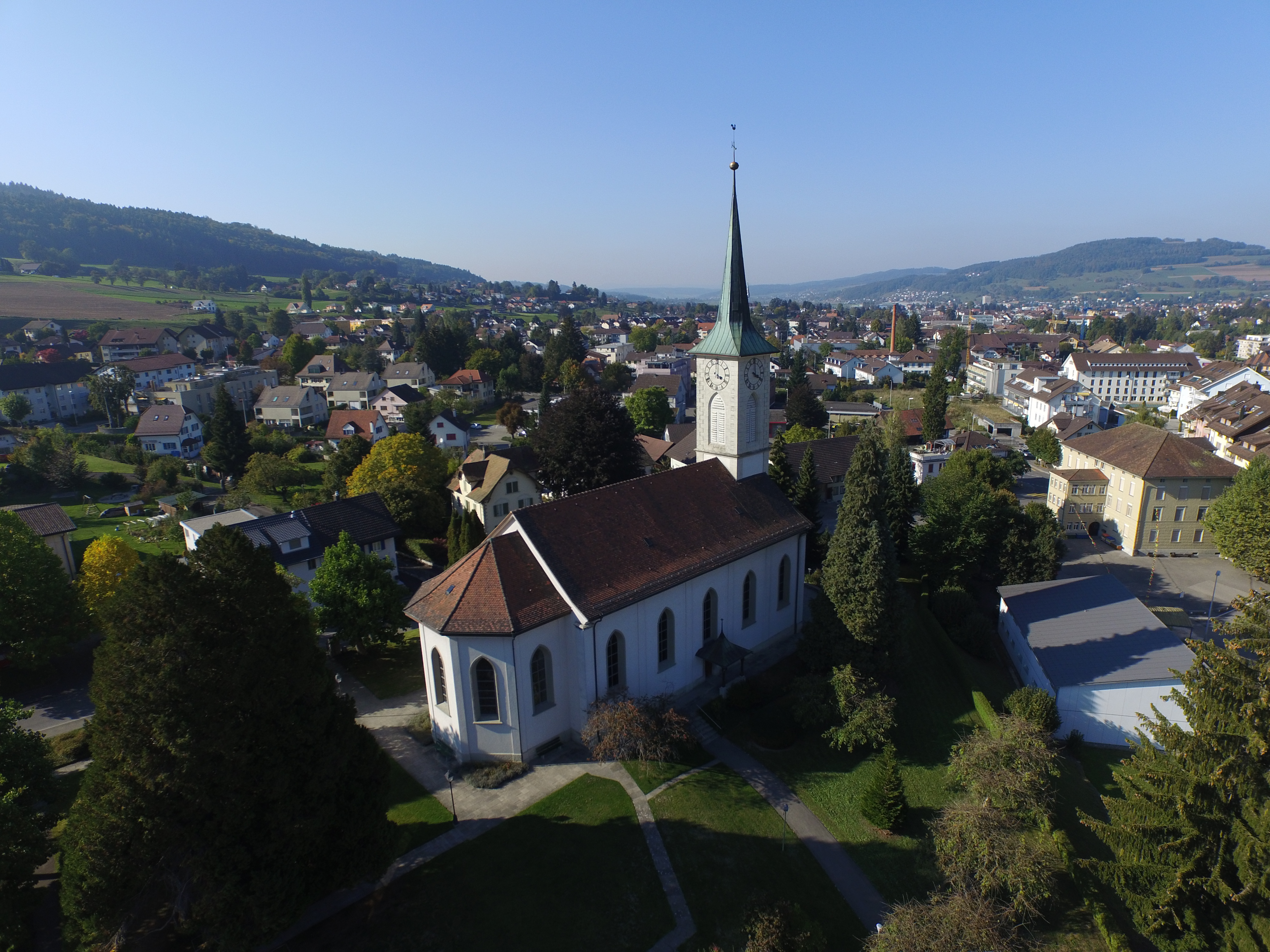
Luftbild der Kirche von Menziken

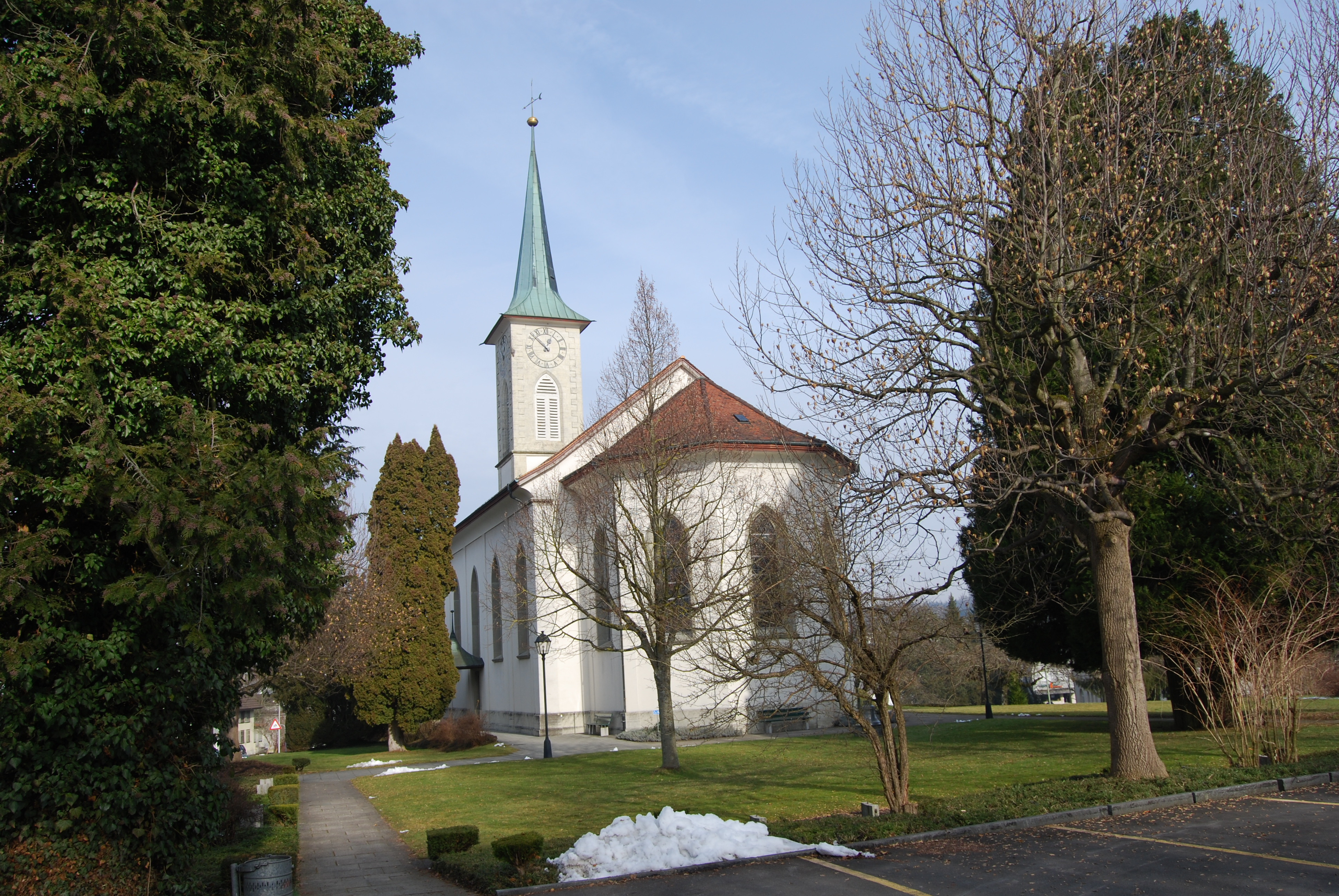
Kirche von Menziken

Die reformierte Kirche Menziken ist die reformierte Dorfkirche der aargauischen Gemeinde Menziken in der Schweiz. Sie ist 36 Meter lang und 15 Meter breit. Der Kirchturm mit sechs Glocken hat eine Höhe von 45 Metern. 

## Geschichte
Die Kirchgemeinde Menziken wurde 1888 durch die Trennung von Reinach gegründet. 1890 wurde die in neugotischem Stil erbaute Kirche eingeweiht. Eine erste Innenrenovation erfolgte 1926/1927. In den Jahren 1934/1935 wurden die neugotischen Aussenverzierungen entfernt. Zwischen 1974 und 1976 wurde die Kirche aussen und innen letztmals gründlich renoviert.

## Ausstattung
Sowohl die Kanzel als auch die Farbglasfenster von Friedrich Berbig sind, wie das Gebäude selbst, von der Neugotik geprägt. Die Orgel stammt von der Firma Orgelbau Goll in Luzern aus dem Jahr 1890.